# Drymodromia gahinga
Drymodromia gahinga är en tvåvingeart som beskrevs av Jones 1940. Drymodromia gahinga ingår i släktet Drymodromia och familjen dansflugor.
Artens utbredningsområde är Uganda. Inga underarter finns listade i Catalogue of Life.